# Nagy-Britannia az 1960. évi nyári olimpiai játékokon
Nagy-Britannia az olaszországi Rómában megrendezett 1960. évi nyári olimpiai játékok egyik részt vevő nemzete volt. Az országot az olimpián 17 sportágban 253 sportoló képviselte, akik összesen 20 érmet szereztek.

## Érmesek
| Érem  | Versenyző                                                                             | Sportág    | Versenyszám              |
| ----- | ------------------------------------------------------------------------------------- | ---------- | ------------------------ |
| Arany | Don Thompson                                                                          | Atlétika   | Férfi 50 km gyaloglás    |
| Arany | Anita Lonsbrough                                                                      | Úszás      | Női 200 m mell           |
| Ezüst | Dorothy Hyman                                                                         | Atlétika   | Női 100 m                |
| Ezüst | Carole Quinton                                                                        | Atlétika   | Női 80 m gát             |
| Ezüst | Dorothy Shirley                                                                       | Atlétika   | Női magasugrás           |
| Ezüst | Natalie Steward                                                                       | Úszás      | Női 100 m hát            |
| Ezüst | Allan Jay                                                                             | Vívás      | Férfi párbajtőr, egyéni  |
| Ezüst | Michael Alexander Raymond Harrison Bill Hoskyns Michael Howard Allan Jay John Pelling | Vívás      | Férfi párbajtőr, csapat  |
| Bronz | Peter Radford                                                                         | Atlétika   | Férfi 100 m              |
| Bronz | Stan Vickers                                                                          | Atlétika   | Férfi 20 km gyaloglás    |
| Bronz | David Jones Peter Radford David Segal Nick Whitehead                                  | Atlétika   | Férfi 4 × 100 m váltó    |
| Bronz | Dorothy Hyman                                                                         | Atlétika   | Női 200 m                |
| Bronz | David Broome                                                                          | Lovaglás   | Egyéni díjugratás        |
| Bronz | Brian Phelps                                                                          | Műugrás    | Férfi egyéni toronyugrás |
| Bronz | Elizabeth Ferris                                                                      | Műugrás    | Női egyéni műugrás       |
| Bronz | Richard McTaggart                                                                     | Ökölvívás  | Könnyűsúly               |
| Bronz | James Lloyd                                                                           | Ökölvívás  | Váltósúly                |
| Bronz | William Fisher                                                                        | Ökölvívás  | Nagyváltósúly            |
| Bronz | Louis Martin                                                                          | Súlyemelés | 90 kg                    |
| Bronz | Natalie Steward                                                                       | Úszás      | Női 100 m gyors          |

## Atlétika
Férfi
| Versenyző                                                     | Versenyszám     | Előfutam | Előfutam | Negyeddöntő | Negyeddöntő | Elődöntő | Elődöntő | Döntő         | Döntő         |
| Versenyző                                                     | Versenyszám     | Idő      | Hely.    | Idő         | Hely.       | Idő      | Hely.    | Idő           | Helyezés      |
| ------------------------------------------------------------- | --------------- | -------- | -------- | ----------- | ----------- | -------- | -------- | ------------- | ------------- |
| David Jones                                                   | 100 m           | 10,5     | 1.       | 10,5        | 3.          | 10,4     | 4.       | kiesett       | kiesett       |
| David Jones                                                   | 200 m           | 21,2     | 2.       | 21,2        | 4.          | kiesett  | kiesett  | kiesett       | kiesett       |
| David Segal                                                   | 200 m           | 21,3     | 2.       | 21,1        | 3.          | kizárták | kizárták | kiesett       | kiesett       |
| Peter Radford                                                 | 200 m           | 21,1     | 1.       | 21,0        | 2.          | 20,9     | 4.       | kiesett       | kiesett       |
| Peter Radford                                                 | 100 m           | 10,4     | 1.       | 10,4        | 2.          | 10,4     | 1.       | 10,3          |               |
| Robbie Brightwell                                             | 400 m           | 48,4     | 2.       | 46,2        | 2.          | 46,1     | 4.       | kiesett       | kiesett       |
| Malcolm Yardley                                               | 400 m           | 47,3     | 3.       | 48,8        | 6.          | kiesett  | kiesett  | kiesett       | kiesett       |
| John Wrighton                                                 | 400 m           | 47,4     | 3.       | 48,0        | 6.          | kiesett  | kiesett  | kiesett       | kiesett       |
| Tom Farrell                                                   | 800 m           | 1:48,9   | 1.       | 1:50,7      | 5.          | kiesett  | kiesett  | kiesett       | kiesett       |
| Brian Hewson                                                  | 800 m           | 1:54,6   | 4.       | kiesett     | kiesett     | kiesett  | kiesett  | kiesett       | kiesett       |
| John Wenk                                                     | 800 m           | 1:54,1   | 3.       | 1:50,0      | 4.          | kiesett  | kiesett  | kiesett       | kiesett       |
| Brian Kent-Smith                                              | 1500 m          | 3:46,1   | 4.       |             |             |          |          | kiesett       | kiesett       |
| Laurie Reed                                                   | 1500 m          | 3:47,9   | 9.       |             |             |          |          | kiesett       | kiesett       |
| Michael Wiggs                                                 | 1500 m          | 3:46,5   | 6.       |             |             |          |          | kiesett       | kiesett       |
| Frank Salvat                                                  | 5000 m          | 14:33,2  | 7.       |             |             |          |          | kiesett       | kiesett       |
| Bruce Tulloh                                                  | 5000 m          | 14:17,2  | 4.       |             |             |          |          | kiesett       | kiesett       |
| Gordon Pirie                                                  | 5000 m          | 14:43,6  | 8.       |             |             |          |          | kiesett       | kiesett       |
| Gordon Pirie                                                  | 10 000 m        |          | 29:15,2  | 10.         |             |          |          |               |               |
| Martin Hyman                                                  | 10 000 m        |          | 29:04,8  | 9.          |             |          |          |               |               |
| John Merriman                                                 | 10 000 m        |          | 28:52,6  | 8.          |             |          |          |               |               |
| Bob Birrell                                                   | 110 m gát       | 14,7     | 3.       | 14,6        | 5.          | kiesett  | kiesett  | kiesett       | kiesett       |
| Peter Hildreth                                                | 110 m gát       | 14,8     | 4.       | 14,6        | 5.          | kiesett  | kiesett  | kiesett       | kiesett       |
| Vic Matthews                                                  | 110 m gát       | 14,9     | 4.       | 15,0        | 6.          | kiesett  | kiesett  | kiesett       | kiesett       |
| Max Boyes                                                     | 400 m gát       | 52,1     | 4.       |             | kiesett     | kiesett  | kiesett  | kiesett       |               |
| Chris Goudge                                                  | 400 m gát       | 52,6     | 4.       |             | kiesett     | kiesett  | kiesett  | kiesett       |               |
| John Metcalf                                                  | 400 m gát       | 52,1     | 1.       |             | 52,5        | 7.       | kiesett  | kiesett       |               |
| Dave Chapman                                                  | 3000 m akadály  | 8:53,0   | 6.       |             |             |          |          | kiesett       | kiesett       |
| Michael Palmer                                                | 3000 m akadály  | 9:10,4   | 8.       |             |             |          |          | kiesett       | kiesett       |
| Eric Shirley                                                  | 3000 m akadály  | 9:14,8   | 10.      |             |             |          |          | kiesett       | kiesett       |
| Arthur Keily                                                  | Maraton         |          |          |             |             |          |          | 2:27:00,0     | 25.           |
| Brian Kilby                                                   | Maraton         |          |          |             |             |          |          | 2:28:55,0     | 29.           |
| Denis O'Gorman                                                | Maraton         |          |          |             |             |          |          | 2:24:16,2     | 16.           |
| Eric Hall                                                     | 20 km gyaloglás |          |          |             |             |          |          | 1:38:54,0     | 10.           |
| Ken Matthews                                                  | 20 km gyaloglás |          |          |             |             |          |          | nem ért célba | nem ért célba |
| Stan Vickers                                                  | 20 km gyaloglás |          |          |             |             |          |          | 1:34:56,4     |               |
| Albert Johnson                                                | 50 km gyaloglás |          |          |             |             |          |          | kizárták      | kizárták      |
| Tom Misson                                                    | 50 km gyaloglás |          |          |             |             |          |          | 4:33:03,0     | 5.            |
| Don Thompson                                                  | 50 km gyaloglás |          |          |             |             |          |          | 4:25:30,0     |               |
| Peter Radford David Jones David Segal Nick Whitehead          | 4 × 100 m váltó | 40,1     | 1.       |             | 40,5        | 3.       | 40,2     |               |               |
| Malcolm Yardley Barry Jackson John Wrighton Robbie Brightwell | 4 × 400 m váltó | 3:20,3   | 3.       |             | 3:07,5      | 3.       | 3:08,3   | 5.            |               |

| Versenyző            | Versenyszám   | Selejtező | Selejtező | Döntő    | Döntő    |
| Versenyző            | Versenyszám   | Eredmény  | Helyezés  | Eredmény | Helyezés |
| -------------------- | ------------- | --------- | --------- | -------- | -------- |
| Crawford Fairbrother | Magasugrás    | 195 cm    | =24.      | kiesett  | kiesett  |
| Gordon Miller        | Magasugrás    | 200 cm    | =13.      | 200 cm   | 16.      |
| John Howell          | Távolugrás    | 719 cm    | 27.       | kiesett  | kiesett  |
| Fred Alsop           | Távolugrás    | 742 cm    | 12.       | 725 cm   | 13.      |
| Fred Alsop           | Hármasugrás   | 15,65 m   | 11.       | 15,49 m  | 12.      |
| Martyn Lucking       | Súlylökés     | 17,20 m   | 6.        | 17,43 m  | 8.       |
| Arthur Rowe          | Súlylökés     | 16,68 m   | 17.       | kiesett  | kiesett  |
| Michael Lindsay      | Súlylökés     | 17,28 m   | 5.        | 17,80 m  | 5.       |
| Michael Lindsay      | Diszkoszvetés | 50,15 m   | 31.       | kiesett  | kiesett  |
| Michael Ellis        | Kalapácsvetés | 63,21 m   | 4.        | 54,22 m  | 15.      |

Női
| Versenyző                                          | Versenyszám     | Előfutam | Előfutam | Negyeddöntő | Negyeddöntő | Elődöntő | Elődöntő | Döntő         | Döntő         |
| Versenyző                                          | Versenyszám     | Idő      | Hely.    | Idő         | Hely.       | Idő      | Hely.    | Idő           | Helyezés      |
| -------------------------------------------------- | --------------- | -------- | -------- | ----------- | ----------- | -------- | -------- | ------------- | ------------- |
| Elizabeth Jenner                                   | 100 m           | 12,2     | 4.       | 12,4        | 6.          | kiesett  | kiesett  | kiesett       | kiesett       |
| Dorothy Hyman                                      | 100 m           | 11,8     | 1.       | 11,6        | 1.          | 11,5     | 1.       | 11,3          |               |
| Dorothy Hyman                                      | 200 m           | 23,7     | 1.       |             | 24,6        | 2.       | 24,7     |               |               |
| Jean Hiscock                                       | 200 m           | 24,7     | 4.       |             | kiesett     | kiesett  | kiesett  | kiesett       |               |
| Jenny Smart                                        | 200 m           | 24,0     | 3.       |             | 24,6        | 5.       | kiesett  | kiesett       |               |
| Jenny Smart                                        | 100 m           | 11,9     | 1.       | 12,0        | 3.          | 11,8     | 3.       | 11,6          | 6.            |
| Diane Leather                                      | 800 m           | 2:14,1   | 5.       |             |             |          |          | kiesett       | kiesett       |
| Joy Jordan                                         | 800 m           | 2:07,2   | 2.       |             |             |          |          | 2:07,8        | 6.            |
| Phyllis Perkins                                    | 800 m           | 2:15,3   | 6.       |             |             |          |          | kiesett       | kiesett       |
| Pat Pryce-Nutting                                  | 80 m gát        | 11,5     | 3.       |             | kiesett     | kiesett  | kiesett  | kiesett       |               |
| Mary Rand                                          | 80 m gát        | 11,2     | 1.       |             | 11,0        | 2.       | 11,1     | 4.            |               |
| Carole Quinton                                     | 80 m gát        | 10,9     | 2.       |             | 11,0        | 3.       | 10,9     |               |               |
| Carole Quinton Dorothy Hyman Jenny Smart Mary Rand | 4 × 100 m váltó | 45,8     | 1.       |             |             |          |          | nem ért célba | nem ért célba |

| Versenyző             | Versenyszám   | Selejtező | Selejtező | Döntő    | Döntő    |
| Versenyző             | Versenyszám   | Eredmény  | Helyezés  | Eredmény | Helyezés |
| --------------------- | ------------- | --------- | --------- | -------- | -------- |
| Dorothy Shirley       | Magasugrás    | 165 cm    | =4.       | 171 cm   | =        |
| Frances Slaap         | Magasugrás    | 165 cm    | 12.       | 165 cm   | =6.      |
| Christina Persighetti | Távolugrás    | 582 cm    | 17.       | 557 cm   | 19.      |
| Mary Rand             | Távolugrás    | 633 cm    | 1.        | 601 cm   | 9.       |
| Suzanne Allday        | Súlylökés     | 13,10 m   | 16.       | kiesett  | kiesett  |
| Suzanne Allday        | Diszkoszvetés | 41,12 m   | 21.       | kiesett  | kiesett  |
| Sue Platt             | Gerelyhajítás | 50,67 m   | 3.        | 51,01 m  | 7.       |
| Averil Williams       | Gerelyhajítás | 42,44 m   | 19.       | kiesett  | kiesett  |

## Birkózás
Szabadfogású
| Versenyző          | Versenyszám | 1. forduló                             | 1. forduló | 1. forduló | 2. forduló                         | 2. forduló | 2. forduló | 3. forduló                     | 3. forduló | 3. forduló | 4. forduló        | 4. forduló | 4. forduló | 5. forduló        | 5. forduló | 5. forduló | 6. forduló        | 6. forduló | 6. forduló | Döntő             | Döntő   | Döntő   | Helyezés |
| Versenyző          | Versenyszám | Ellenfél Eredmény                      | Pont       | Hely.      | Ellenfél Eredmény                  | Pont       | Hely.      | Ellenfél Eredmény              | Pont       | Hely.      | Ellenfél Eredmény | Pont       | Hely.      | Ellenfél Eredmény | Pont       | Hely.      | Ellenfél Eredmény | Pont       | Hely.      | Ellenfél Eredmény | Pont    | Hely.   | Helyezés |
| ------------------ | ----------- | -------------------------------------- | ---------- | ---------- | ---------------------------------- | ---------- | ---------- | ------------------------------ | ---------- | ---------- | ----------------- | ---------- | ---------- | ----------------- | ---------- | ---------- | ----------------- | ---------- | ---------- | ----------------- | ------- | ------- | -------- |
| Walter Pilling     | 57 kg       | Muhammad Siraj-Din (PAK) · kétvállas   | 4          | =16.       | Eduardo Campbell (PAN) · kétvállas | 8          | =16.       | kiesett                        | kiesett    | kiesett    | kiesett           | kiesett    | kiesett    | kiesett           | kiesett    | kiesett    |                   |            |            | kiesett           | kiesett | kiesett | 16.      |
| Albert Aspen       | 62 kg       | Abe Geldenhuys (RSA) · kétvállas       | 4          | =18.       | Christian Luschnig (EUA) · 2-2     | 6          | =19.       | kiesett                        | kiesett    | kiesett    | kiesett           | kiesett    | kiesett    | kiesett           | kiesett    | kiesett    | kiesett           | kiesett    | kiesett    | kiesett           | kiesett | kiesett | 19.      |
| Kenneth Stephenson | 67 kg       | Nazem Amine (LIB) · 3-1                | 3          | =13.       | Ray Lougheed (CAN) · 3-1           | 6          | =17.       | kiesett                        | kiesett    | kiesett    | kiesett           | kiesett    | kiesett    | kiesett           | kiesett    | kiesett    |                   |            |            | kiesett           | kiesett | kiesett | 17.      |
| Peter Amey         | 73 kg       | Muhammed Bashir (PAK) · kétvállas      | 4          | =19.       | Sultan Mohammad Dost (AFG) · 1-3   | 5          | =15.       | Åke Carlsson (SWE) · kétvállas | 9          | 15.        | kiesett           | kiesett    | kiesett    | kiesett           | kiesett    | kiesett    |                   |            |            | kiesett           | kiesett | kiesett | 16.      |
| Alan Butts         | 79 kg       | Madho Singh (IND) · kétvállas          | 4          | =13.       | Viljo Punkari (FIN) · kétvállas    | 8          | =17.       | kiesett                        | kiesett    | kiesett    | kiesett           | kiesett    | kiesett    |                   |            |            |                   |            |            | kiesett           | kiesett | kiesett | 17.      |
| Kenneth Richmond   | +87 kg      | Nizam-ud-din Subhani (AFG) · kétvállas | 0          | =1.        | William Kerslake (USA) · kétvállas | 4          | =9.        | Reznák János (HUN) · 3-1       | 7          | 9.         | kiesett           | kiesett    | kiesett    | kiesett           | kiesett    | kiesett    |                   |            |            | kiesett           | kiesett | kiesett | 9.       |

## Evezés
| Versenyző | Versenyszám              | Előfutam | Előfutam | Vigaszág | Vigaszág | Elődöntő | Elődöntő | Döntő   | Döntő   | Helyezés    |
| Versenyző | Versenyszám              | Idő      | Hely.    | Idő      | Hely.    | Idő      | Hely.    | Idő     | Hely.   | Helyezés    |
| --- | ------------------------ | -------- | -------- | -------- | -------- | -------- | -------- | ------- | ------- | ----------- |
| Sidney Rand | Egypárevezős             | 7:46,98  | 4.       | 7:50,31  | 3.       |          |          | kiesett | kiesett | helyezetlen |
| Nicholas Birkmyre George Justicz | Kétpárevezős             | 7:00,13  | 3.       | 6:49,81  | 2.       |          |          | kiesett | kiesett | helyezetlen |
| Clive Marshall Richard Nicholson | Kormányos nélküli kettes | 7:25,32  | 3.       | 7:25,01  | 3.       | kiesett  | kiesett  | kiesett | kiesett | helyezetlen |
| Stewart Farquharson Jeffrey Reeves Ken Lester (kormányos)                                                                                   | Kormányos kettes         | 7:55,59  | 5.       | 7:49,01  | 3.       |          |          | kiesett | kiesett | helyezetlen |
| Michael Beresford Christopher Davidge Colin Porter John Vigurs                                                                              | Kormányos nélküli négyes | 6:28,18  | 1.       | erőnyerő | erőnyerő |          |          | 6:36,18 | 5.      | 5.          |
| Simon Crosse Richard Knight John Russell John Tilbury Terrence Rosslyn-Smith (kormányos)                                                    | Kormányos négyes         | 6:51,00  | 4.       | 6:48,21  | 3.       | kiesett  | kiesett  | kiesett | kiesett | helyezetlen |
| Richard Bate John Chester Michael Davis Ian Elliott Richard Fishlock Alexander Lindsay Graham Cooper Donald Shaw Peter Reynolds (kormányos) | Nyolcas                  | 6:10,33  | 3.       | 6:33,22  | 2.       |          |          | kiesett | kiesett | helyezetlen |

## Gyeplabda
| Brit férfi gyeplabdacsapat-játékoskeret                                                                                | Brit férfi gyeplabdacsapat-játékoskeret                                                                                 |
| --- | --- |
| - Patrick Austen - John Bell - Harry Cahill - Denys Carnill - Peter Croft - Howard Davis - John Hindle - Charles Jones | - Neil Livingstone - Stuart Mayes - Derek Miller - John Neill - Chris Saunders-Griffiths - Frederick Scott - Ian Taylor |

### Eredmények
| Színmagyarázat                                                                                           |
| --- |
| A csoportok első két helyezettje bejutott a negyeddöntőbe.                                               |
| A csoportok harmadik helyezettjei a 9–12. helyért, a negyedik helyezettjei a 13–16. helyért játszhattak. |

Csoportkör
D csoport
| Csapat               | M | Gy | D | V | G+ | G– | Gk | P |
| -------------------- | - | -- | - | - | -- | -- | -- | - |
| Spanyolország (ESP)  | 3 | 2  | 1 | 0 | 8  | 2  | +6 | 5 |
| Nagy-Britannia (GBR) | 3 | 1  | 2 | 0 | 4  | 1  | +3 | 4 |
| Belgium (BEL)        | 3 | 1  | 1 | 1 | 6  | 6  | 0  | 3 |
| Svájc (SUI)          | 3 | 0  | 0 | 3 | 3  | 12 | –9 | 0 |

| 1960. augusztus 26. 16:30 | Spanyolország (ESP) | 0 – 0 | Nagy-Britannia (GBR) | Stadio dei Marmi Játékvezetők: G. Singh (IND), Ghosh (IND) |
| 1960. augusztus 26. 16:30 |                     |       |                      | Stadio dei Marmi Játékvezetők: G. Singh (IND), Ghosh (IND) |

| 1960. augusztus 30. 15:00 | Belgium (BEL) | 1 – 1   | Nagy-Britannia (GBR) | Stadio dei Marmi Játékvezetők: Elgershuizen (NED), Van Ballgoijen de Jong (NED) |
| 1960. augusztus 30. 15:00 | Debbaudt 34'  | (0 – 1) | Hindle 12'           | Stadio dei Marmi Játékvezetők: Elgershuizen (NED), Van Ballgoijen de Jong (NED) |

| 1960. szeptember 2. 10:00 | Nagy-Britannia (GBR)      | 3 – 0   | Svájc (SUI) | Olympic Velodrome Játékvezetők: Glichitch (FRA), MacDowell (AUS) |
| 1960. szeptember 2. 10:00 | Mayes 5', 63' · Scott 68' | (1 – 0) |             | Olympic Velodrome Játékvezetők: Glichitch (FRA), MacDowell (AUS) |

Negyeddöntő
| 1960. szeptember 5. 15:00 | Nagy-Britannia (GBR)         | 2 – 1   | Kenya (KEN) | Olympic Velodrome Játékvezetők: G. Singh (IND), Ghosh (IND) |
| 1960. szeptember 5. 15:00 | Saunders-Griffiths 36', 153' | (0 – 1) | Sohal 22'   | Olympic Velodrome Játékvezetők: G. Singh (IND), Ghosh (IND) |

- A győztes gól a hatodik hosszabbításban esett.

Elődöntő
| 1960. szeptember 7. 15:30 | India (IND)  | 1 – 0   | Nagy-Britannia (GBR) | Olympic Velodrome Játékvezetők: Elgershuizen (NED), Schinner (GER) |
| 1960. szeptember 7. 15:30 | U. Singh 16' | (1 – 0) |                      | Olympic Velodrome Játékvezetők: Elgershuizen (NED), Schinner (GER) |

Bronzmérkőzés
| 1960. szeptember 9. 10:00 | Spanyolország (ESP)           | 2 – 1   | Nagy-Britannia (GBR) | Olympic Velodrome Játékvezetők: Elgershuizen (NED), G. Singh (IND) |
| 1960. szeptember 9. 10:00 | J. Dualde 27' · E. Dualde 41' | (1 – 1) | Scott 13'            | Olympic Velodrome Játékvezetők: Elgershuizen (NED), G. Singh (IND) |

| Csapat               | Helyezés |
| -------------------- | -------- |
| Nagy-Britannia (GBR) | 4.       |

## Kajak-kenu
Férfi
| Versenyző                                              | Versenyszám           | Előfutam | Előfutam | Vigaszág | Vigaszág | Elődöntő | Elődöntő | Döntő   | Döntő    |
| Versenyző                                              | Versenyszám           | Idő      | Hely.    | Idő      | Hely.    | Idő      | Hely.    | Idő     | Helyezés |
| ------------------------------------------------------ | --------------------- | -------- | -------- | -------- | -------- | -------- | -------- | ------- | -------- |
| Ronald Rhodes                                          | Kajak egyes 1000 m    | 4:01,68  | 2.       | erőnyerő | erőnyerő | 4:05,20  | 1.       | 4:01,15 | 5.       |
| John Harris Basil Pratt                                | Kajak kettes 1000 m   | 3:58,25  | 7.       | 3:59,33  | 5.       | kiesett  | kiesett  | kiesett | kiesett  |
| Ronald Rhodes Raymond Blick Robert Lowery Edward Cronk | Kajak váltó 4 × 500 m | 8:17,29  | 2.       | erőnyerő | erőnyerő | 8:11,52  | 4.       | kiesett | kiesett  |

Női
| Versenyző       | Versenyszám       | Előfutam | Előfutam | Vigaszág | Vigaszág | Elődöntő | Elődöntő | Döntő   | Döntő    |
| Versenyző       | Versenyszám       | Idő      | Hely.    | Idő      | Hely.    | Idő      | Hely.    | Idő     | Helyezés |
| --------------- | ----------------- | -------- | -------- | -------- | -------- | -------- | -------- | ------- | -------- |
| Marianne Tucker | Kajak egyes 500 m | 2:21,06  | 4.       | 2:21,04  | 3.       | 2:18,96  | 4.       | kiesett | kiesett  |

## Kerékpározás

### Országúti kerékpározás
| Versenyző                                         | Versenyszám     | Idő             | Helyezés |
| ------------------------------------------------- | --------------- | --------------- | -------- |
| Bill Bradley                                      | Mezőnyverseny   | 4:20:57 (+0:20) | 36.      |
| Jim Hinds                                         | Mezőnyverseny   | 4:20:57 (+0:20) | 18.      |
| William Holmes                                    | Mezőnyverseny   | 4:20:57 (+0:20) | 37.      |
| Ken Laidlaw                                       | Mezőnyverseny   | 4:25:44 (+5:07) | 53.      |
| Bill Bradley Jim Hinds William Holmes Ken Laidlaw | Csapat időfutam | 2:24:59,02      | 14.      |

### Pálya-kerékpározás
Sprintverseny
| Versenyző   | Versenyszám  | 1. forduló                                             | 1. forduló | Vigaszág selejtező           | Vigaszág selejtező | Vigaszág döntő         | Vigaszág döntő | Nyolcaddöntő                                    | Nyolcaddöntő | Vigaszág selejtező     | Vigaszág selejtező | Vigaszág döntő       | Vigaszág döntő | Negyeddöntő                    | Elődöntő             | Döntő                | Helyezés    |
| Versenyző   | Versenyszám  | Ellenfelek Győztes idő                                 | Hely.      | Ellenfél Győztes idő         | Hely.              | Ellenfelek Győztes idő | Hely.          | Ellenfelek Győztes idő                          | Hely.        | Ellenfelek Győztes idő | Hely.              | Ellenfél Győztes idő | Hely.          | Ellenfél Győztes idő           | Ellenfél Győztes idő | Ellenfél Győztes idő | Helyezés    |
| ----------- | ------------ | ------------------------------------------------------ | ---------- | ---------------------------- | ------------------ | ---------------------- | -------------- | ----------------------------------------------- | ------------ | ---------------------- | ------------------ | -------------------- | -------------- | ------------------------------ | -------------------- | -------------------- | ----------- |
| Karl Barton | Férfi egyéni | Mario Vanegas (COL) · 12,4                             | 2.         | Anésio Argenton (BRA) · 12,3 | 2.                 | kiesett                | kiesett        | kiesett                                         | kiesett      | kiesett                | kiesett            | kiesett              | kiesett        | kiesett                        | kiesett              | kiesett              | helyezetlen |
| Lloyd Binch | Férfi egyéni | Imants Bodnieks (URS) · Piet van der Touw (NED) · 12,0 | 1.         |                              |                    |                        |                | André Gruchet (FRA) · Clyde Rimple (BWI) · 11,7 | 1.           |                        |                    |                      |                | Leo Sterckx (BEL) · 11,9, 11,7 | kiesett              | kiesett              | 5.          |

Időfutam
| Versenyző   | Versenyszám  | Idő     | Helyezés |
| ----------- | ------------ | ------- | -------- |
| Karl Barton | Férfi egyéni | 1:11,72 | 17.      |

Tandem
| Versenyző                   | Versenyszám     | 1. forduló                                           | Vigaszág selejtező   | Vigaszág döntő       | Negyeddöntő                                                          | Elődöntő             | Döntő                | Helyezés |
| Versenyző                   | Versenyszám     | Ellenfél Győztes idő                                 | Ellenfél Győztes idő | Ellenfél Győztes idő | Ellenfél Győztes idő                                                 | Ellenfél Győztes idő | Ellenfél Győztes idő | Helyezés |
| --------------------------- | --------------- | ---------------------------------------------------- | -------------------- | -------------------- | -------------------------------------------------------------------- | -------------------- | -------------------- | -------- |
| David Handley Eric Thompson | Férfi kétüléses | Mexikó (MEX) · Luis Muciño · José Luis Tellez · 10,9 |                      |                      | Szovjetunió (URS) · Borisz Vasziljev · Vlagyimir Leonov · 11,4, 10,5 | kiesett              | kiesett              | 5.       |

Üldözőverseny
| Versenyző                                                 | Versenyszám  | Selejtező                                                                            | Selejtező | Selejtező | Negyeddöntő  | Negyeddöntő | Negyeddöntő | Elődöntő     | Elődöntő  | Elődöntő | Döntő        | Döntő     | Helyezés    |
| Versenyző                                                 | Versenyszám  | Ellenfél Idő                                                                         | Saját idő | Hely.     | Ellenfél Idő | Saját idő   | Hely.       | Ellenfél Idő | Saját idő | Hely.    | Ellenfél Idő | Saját idő | Helyezés    |
| --------------------------------------------------------- | ------------ | ------------------------------------------------------------------------------------ | --------- | --------- | ------------ | ----------- | ----------- | ------------ | --------- | -------- | ------------ | --------- | ----------- |
| Michael Gambrill Barry Hoban Joseph McClean Charlie McCoy | Férfi csapat | Dánia (DEN) · Leif Larsen · John Lundgren · Jens Sørensen · Kurt vid Stein · 4:40,80 | 4:45,23   | 2.        | kiesett      | kiesett     | kiesett     | kiesett      | kiesett   | kiesett  | kiesett      | kiesett   | helyezetlen |

## Labdarúgás
| Brit labdarúgócsapat-játékoskeret                                                                                        | Brit labdarúgócsapat-játékoskeret                                                                 |
| --- | ------------------------------------------------------------------------------------------------- |
| - Laurie Brown - Robert Brown - John Devine - Hugh Forde - Michael Greenwood - Paddy Hasty - David Holt - Terence Howard | - Jim Lewis - Hugh Lindsay - Ron McKinven - Billy Neil - Mike Pinner - Roy Sleap - Tommy Thompson |

### Eredmények
Csoportkör
B csoport
| Csapat            | M | Gy | D | V | G+ | G– | Gk | P |
| ----------------- | - | -- | - | - | -- | -- | -- | - |
| Olaszország       | 3 | 2  | 1 | 0 | 9  | 4  | +5 | 5 |
| Brazília          | 3 | 2  | 0 | 1 | 10 | 6  | +4 | 4 |
| Nagy-Britannia    | 3 | 1  | 1 | 1 | 8  | 8  | 0  | 3 |
| Kínai Köztársaság | 3 | 0  | 0 | 3 | 3  | 12 | –9 | 0 |

| 1960. augusztus 26. 21:00 |

| Brazília (BRA)                        | 4–3               | Nagy-Britannia          |
| ------------------------------------- | ----------------- | ----------------------- |
| Gérson 2' China 61' 72' Wanderley 64' | (1–1) Jegyzőkönyv | Brown 32' 87' Lewis 47' |

| Livorno Játékvezető: Kandelbinder (nyugat-német) |

| 1960. augusztus 29. 21:00 |

| Olaszország (ITA) | 2–2               | Nagy-Britannia      |
| ----------------- | ----------------- | ------------------- |
| Rossano 11' 55'   | (1–1) Jegyzőkönyv | Brown 23' Hasty 75' |

| Róma Játékvezető: van Nuffel (belga) |

| 1960. szeptember 1. 21:00 |

| Nagy-Britannia (GBR)          | 3–2               | Kínai Köztársaság     |
| ----------------------------- | ----------------- | --------------------- |
| Lewis 35' Brown 58' Hasty 85' | (1–0) Jegyzőkönyv | Yiu Cheuk Yin 70' 88' |

| Grosseto Játékvezető: Kandelbinder (nyugat-német) |

| Csapat               | Helyezés |
| -------------------- | -------- |
| Nagy-Britannia (GBR) | 8.       |

## Lovaglás
Díjlovaglás
| Versenyző       | Ló                 | Versenyszám | Selejtező | Selejtező | Döntő   | Döntő   | Végeredmény | Végeredmény |
| Versenyző       | Ló                 | Versenyszám | Pont      | Hely.     | Pont    | Hely.   | Pont        | Helyezés    |
| --------------- | ------------------ | ----------- | --------- | --------- | ------- | ------- | ----------- | ----------- |
| Johanna Hall    | Conversano Caprice | Egyéni      | 838,0     | 13.       | kiesett | kiesett | 838,0       | 13.         |
| Lilian Williams | Little Model       | Egyéni      | 939,0     | 11.       | kiesett | kiesett | 939,0       | 11.         |

Díjugratás
| Versenyző                            | Ló                       | Versenyszám | 1. forduló    | 1. forduló | 2. forduló | 2. forduló | Összesen    | Összesen    |
| Versenyző                            | Ló                       | Versenyszám | Pont          | Hely.      | Pont       | Hely.      | Pont        | Helyezés    |
| ------------------------------------ | ------------------------ | ----------- | ------------- | ---------- | ---------- | ---------- | ----------- | ----------- |
| David Broome                         | Sunsalve                 | Egyéni      | 16,00         | =10.       | 7,00       | 1.         | 23,00       |             |
| Pat Smythe                           | Flanagan                 | Egyéni      | 20,00         | =19.       | 12,00      | =4.        | 32,00       | =11.        |
| Dawn Wofford                         | Hollandia                | Egyéni      | 16,00         | =10.       | 28,00      | =26.       | 44,00       | =20.        |
| David Barker David Broome Pat Smythe | Franco Sunsalve Flanagan | Csapat      | nem ért célba | kiesett    | 44,75      | 4.         | helyezetlen | helyezetlen |

Lovastusa
| Versenyző                                               | Ló                                                     | Versenyszám | Díjlovaglás | Díjlovaglás | Tereplovaglás | Tereplovaglás | Díjugratás    | Díjugratás    | Végeredmény | Végeredmény |
| Versenyző                                               | Ló                                                     | Versenyszám | Bünt.       | Hely.       | Bünt.         | Hely.         | Bünt.         | Hely.         | Bünt.       | Helyezés    |
| ------------------------------------------------------- | ------------------------------------------------------ | ----------- | ----------- | ----------- | ------------- | ------------- | ------------- | ------------- | ----------- | ----------- |
| Norman Arthur                                           | Blue Jeans                                             | Egyéni      | -102,00     | 15.         | -90,00        | 29.           | nem ért célba | nem ért célba | kiesett     | kiesett     |
| Michael Bullen                                          | Cottage Romance                                        | Egyéni      | -129,00     | 35.         | 66,40         | 6.            | 0,00          | =1.           | -62,60      | 4.          |
| Bertie Hill                                             | Wild Venture                                           | Egyéni      | -174,00     | 65.         | -41,60        | 24.           | 0,00          | =1.           | -215,60     | 22.         |
| Francis Weldon                                          | Samuel Johnson                                         | Egyéni      | -122,01     | 27.         | -116,00       | 32.           | 0,00          | =1.           | -238,01     | 25.         |
| Norman Arthur Michael Bullen Bertie Hill Francis Weldon | Blue Jeans Cottage Romance Wild Venture Samuel Johnson | Csapat      | -353,01     | 10.         | -65,20        | 5.            | 0,00          | 1.            | -516,21     | 4.          |

## Műugrás
Férfi
| Versenyző     | Versenyszám        | Selejtező | Selejtező | Elődöntő | Elődöntő | Elődöntő | Döntő   | Döntő   | Döntő    |
| Versenyző     | Versenyszám        | Pont      | Helyezés  | Pont     | Össz.    | Helyezés | Pont    | Össz.   | Helyezés |
| ------------- | ------------------ | --------- | --------- | -------- | -------- | -------- | ------- | ------- | -------- |
| Keith Collin  | Egyéni műugrás     | 46,10     | 26.       | kiesett  | kiesett  | kiesett  | kiesett | kiesett | kiesett  |
| Peter Squires | Egyéni műugrás     | 50,23     | 20.       | kiesett  | kiesett  | kiesett  | kiesett | kiesett | kiesett  |
| John Candler  | Egyéni toronyugrás | 50,20     | 17.       | kiesett  | kiesett  | kiesett  | kiesett | kiesett | kiesett  |
| Brian Phelps  | Egyéni toronyugrás | 57,35     | 1.        | 44,50    | 101,85   | 2.       | 55,28   | 157,13  |          |

Női
| Versenyző        | Versenyszám        | Selejtező | Selejtező | Elődöntő | Elődöntő | Elődöntő | Döntő | Döntő  | Döntő    |
| Versenyző        | Versenyszám        | Pont      | Helyezés  | Pont     | Össz.    | Helyezés | Pont  | Össz.  | Helyezés |
| ---------------- | ------------------ | --------- | --------- | -------- | -------- | -------- | ----- | ------ | -------- |
| Elizabeth Ferris | Egyéni műugrás     | 52,37     | 3.        | 37,09    | 89,46    | 5.       | 49,63 | 139,09 |          |
| Ann Long         | Egyéni műugrás     | 50,87     | 7.        | 36,31    | 87,18    | 8.       | 42,45 | 129,63 | 7.       |
| Ann Long         | Egyéni toronyugrás | 52,12     | 5.        |          |          |          | 28,86 | 80,98  | 8.       |
| Norma Thomas     | Egyéni toronyugrás | 51,77     | 7.        |          |          |          | 30,44 | 82,21  | 6.       |

## Ökölvívás
| Versenyző         | Versenyszám   | Selejtező         | 32-es főtábla                 | Nyolcaddöntő                  | Negyeddöntő                | Elődöntő                       | Döntő             | Helyezés |
| Versenyző         | Versenyszám   | Ellenfél Eredmény | Ellenfél Eredmény             | Ellenfél Eredmény             | Ellenfél Eredmény          | Ellenfél Eredmény              | Ellenfél Eredmény | Helyezés |
| ----------------- | ------------- | ----------------- | ----------------------------- | ----------------------------- | -------------------------- | ------------------------------ | ----------------- | -------- |
| Daniel Lee        | Légsúly       | erőnyerő          | Salek Mahju (INA) · 5-0       | Manfred Homberg (EUA) · 1-4   | kiesett                    | kiesett                        | kiesett           | 9.       |
| Frankie Taylor    | Harmatsúly    | erőnyerő          | Paavo Roininen (FIN) · KO     | Oleg Grigorjev (URS) · 2-3    | kiesett                    | kiesett                        | kiesett           | 9.       |
| Phil Lundgren     | Pehelysúly    |                   | Sayed Abdel Gadir (SUD) · 5-0 | Jorma Limmonen (FIN) · 2-3    | kiesett                    | kiesett                        | kiesett           | 9.       |
| Richard McTaggart | Könnyűsúly    | erőnyerő          | Bhodi Sooknoi (THA) · 5-0     | Eddie Blay (GHA) · 5-0        | Kellner Ferenc (HUN) · 3-2 | Kazimierz Paździor (POL) · 2-3 | kiesett           |          |
| Bobby Kelsey      | Kisváltósúly  | erőnyerő          | Vazik Kazarian (IRI) · 3-2    | Quincy Daniels (USA) · 1-4    | kiesett                    | kiesett                        | kiesett           | 9.       |
| James Lloyd       | Váltósúly     | erőnyerő          | Mohamed Faragalla (SUD) · KO  | Vasile Neagu (ROU) · KO       | Phil Baldwin (USA) · 3-2   | Nino Benvenuti (ITA) · 0-5     | kiesett           |          |
| William Fisher    | Nagyváltósúly |                   | Roy Askevold (NOR) · 5-0      | Bas van Duivenbode (NED) · KO | Henryk Dampc (POL) · 4-1   | Carmelo Bossi (ITA) · 2-3      | kiesett           |          |
| Roy Addison       | Középsúly     |                   | erőnyerő                      | Hans Büchi (SUI) · 1-4        | kiesett                    | kiesett                        | kiesett           | 9.       |
| Johnny Ould       | Félnehézsúly  |                   | Petar Spasov (BUL) · 1-4      | kiesett                       | kiesett                    | kiesett                        | kiesett           | 17.      |
| David Thomas      | Nehézsúly     |                   | erőnyerő                      | Josef Němec (TCH) · 2-3       | kiesett                    | kiesett                        | kiesett           | 9.       |

## Öttusa
| Versenyző                                 | Versenyszám | Lovaglás | Lovaglás | Lovaglás | Lovaglás | Vívás    | Vívás | Vívás | Lövészet | Lövészet | Lövészet | Úszás  | Úszás | Úszás | Futás   | Futás | Futás | Összesen    | Összesen |
| Versenyző                                 | Versenyszám | Idő      | Bünt.    | Pont     | Hely.    | Eredmény | Pont  | Hely. | Pontszám | Pont     | Hely.    | Idő    | Pont  | Hely. | Idő     | Pont  | Hely. | Összes pont | Helyezés |
| ----------------------------------------- | ----------- | -------- | -------- | -------- | -------- | -------- | ----- | ----- | -------- | -------- | -------- | ------ | ----- | ----- | ------- | ----- | ----- | ----------- | -------- |
| Donald Cobley                             | Egyéni      | 8:48,2   | 0        | 1036     | 22.      | 28–29    | 655   | 30.   | 181      | 720      | 38.      | 4:27,8 | 865   | 32.   | 14:28,0 | 1096  | 16.   | 4372        | 24.      |
| Patrick Harvey                            | Egyéni      | 8:21,0   | 60       | 1057     | 18.      | 28–29    | 655   | 30.   | 191      | 920      | 4.       | 4:20,0 | 900   | 25.   | 14:11,0 | 1147  | 9.    | 4679        | 11.      |
| Peter Little                              | Egyéni      | 9:11,5   | 0        | 967      | 37.      | 27–30    | 632   | 33.   | 183      | 760      | 35.      | 4:19,7 | 905   | 23.   | 14:50,0 | 1030  | 23.   | 4294        | 26.      |
| Donald Cobley Patrick Harvey Peter Little | Csapat      |          |          | 3060     | 9.       |          | 1700  | 15.   |          | 2400     | 8.       |        | 2670  | 8.    |         | 3273  | 4.    | 13103       | 7.       |

## Sportlövészet
Férfi
| Versenyző       | Versenyszám           | Selejtező | Selejtező | Selejtező | Döntő   | Döntő    |
| Versenyző       | Versenyszám           | Csoport   | Pont      | Helyezés  | Pont    | Helyezés |
| --------------- | --------------------- | --------- | --------- | --------- | ------- | -------- |
| Anthony Clark   | Gyorstüzelő pisztoly  |           |           |           | 579     | 13.      |
| Robert Hassell  | Gyorstüzelő pisztoly  |           |           |           | 573     | 24.      |
| Frank Dobson    | Szabadpisztoly        | A         | 319       | 30.       | kiesett | =60.     |
| John Tomlinson  | Szabadpisztoly        | B         | 344       | 18.       | 507     | 49.      |
| William Godwin  | Sportpuska, fekvő     | A         | 391       | 2.        | 579     | 25.      |
| Arthur Skinner  | Sportpuska, fekvő     | B         | 385       | 11.       | 586     | 5.       |
| Steffen Cranmer | Sportpuska, összetett | A         | 547       | 16.       | 1098    | 43.      |
| Derek Robinson  | Sportpuska, összetett | B         | 531       | 26.       | 1111    | 29.      |
| Victor Huthart  | Trap                  |           | 86        | =31.      | 181     | =12.     |
| Joseph Wheater  | Trap                  |           | 93        | =6.       | 185     | 6.       |

## Súlyemelés
| Versenyző         | Versenyszám | Nyomás                   | Nyomás                   | Szakítás | Szakítás | Lökés                    | Lökés                    | Összesen | Helyezés |
| Versenyző         | Versenyszám | Eredmény                 | Helyezés                 | Eredmény | Helyezés | Eredmény                 | Helyezés                 | Összesen | Helyezés |
| ----------------- | ----------- | ------------------------ | ------------------------ | -------- | -------- | ------------------------ | ------------------------ | -------- | -------- |
| Allan Robinson    | 60 kg       | 92,5                     | =13.                     | 85,0     | =20.     | 115,0                    | =17.                     | 292,5    | 18.      |
| Ben Helfgott      | 67,5 kg     | 110,0                    | =11.                     | 100,0    | 19.      | 127,5                    | =18.                     | 337,5    | 18.      |
| Blair Blenman     | 75 kg       | érvényes kísérlet nélkül | érvényes kísérlet nélkül | kiesett  | kiesett  | kiesett                  | kiesett                  | kiesett  | kiesett  |
| Sylvanus Blackman | 82,5 kg     | 127,5                    | 6.                       | 122,5    | 6.       | érvényes kísérlet nélkül | érvényes kísérlet nélkül | kiesett  | kiesett  |
| Phil Caira        | 82,5 kg     | 125,0                    | =7.                      | 115,0    | =15.     | 145,0                    | =17.                     | 385,0    | 15.      |
| Louis Martin      | 90 kg       | 137,5                    | =4.                      | 137,5    | =2.      | 170,0                    | =2.                      | 445,0    |          |
| Dennis Hillman    | +90 kg      | 132,5                    | =16.                     | 115,0    | 17.      | 155,0                    | 15.                      | 402,5    | 15.      |

## Torna
Férfi
| Versenyző                                                                   | Versenyszám      | Selejtező | Selejtező | Döntő    | Döntő    |
| Versenyző                                                                   | Versenyszám      | Pontszám  | Helyezés  | Pontszám | Helyezés |
| --------------------------------------------------------------------------- | ---------------- | --------- | --------- | -------- | -------- |
| Ken Buffin                                                                  | Talaj            | 15,05     | 125.      | kiesett  | kiesett  |
| Ken Buffin                                                                  | Ugrás            | 17,35     | =98.      | kiesett  | kiesett  |
| Ken Buffin                                                                  | Korlát           | 15,15     | 118.      | kiesett  | kiesett  |
| Ken Buffin                                                                  | Nyújtó           | 17,95     | =72.      | kiesett  | kiesett  |
| Ken Buffin                                                                  | Gyűrű            | 15,75     | 118.      | kiesett  | kiesett  |
| Ken Buffin                                                                  | Lólengés         | 14,40     | 115.      | kiesett  | kiesett  |
| Ken Buffin                                                                  | Egyéni összetett |           |           | 95,65    | 114.     |
| Dick Gradley                                                                | Talaj            | 17,60     | 85.       | kiesett  | kiesett  |
| Dick Gradley                                                                | Ugrás            | 15,05     | =123.     | kiesett  | kiesett  |
| Dick Gradley                                                                | Korlát           | 17,45     | =92.      | kiesett  | kiesett  |
| Dick Gradley                                                                | Nyújtó           | 17,45     | =91.      | kiesett  | kiesett  |
| Dick Gradley                                                                | Gyűrű            | 17,85     | =83.      | kiesett  | kiesett  |
| Dick Gradley                                                                | Lólengés         | 16,35     | =100.     | kiesett  | kiesett  |
| Dick Gradley                                                                | Egyéni összetett |           |           | 101,75   | 99.      |
| John Mulhall                                                                | Talaj            | 16,35     | =114.     | kiesett  | kiesett  |
| John Mulhall                                                                | Ugrás            | 17,05     | 104.      | kiesett  | kiesett  |
| John Mulhall                                                                | Korlát           | 16,95     | =102.     | kiesett  | kiesett  |
| John Mulhall                                                                | Nyújtó           | 15,95     | 108.      | kiesett  | kiesett  |
| John Mulhall                                                                | Gyűrű            | 16,65     | =113.     | kiesett  | kiesett  |
| John Mulhall                                                                | Lólengés         | 14,70     | 113.      | kiesett  | kiesett  |
| John Mulhall                                                                | Egyéni összetett |           |           | 97,65    | 112.     |
| John Pancott                                                                | Talaj            | 17,65     | =81.      | kiesett  | kiesett  |
| John Pancott                                                                | Ugrás            | 17,35     | =98.      | kiesett  | kiesett  |
| John Pancott                                                                | Korlát           | 17,45     | =92.      | kiesett  | kiesett  |
| John Pancott                                                                | Nyújtó           | 15,00     | 116.      | kiesett  | kiesett  |
| John Pancott                                                                | Gyűrű            | 17,30     | =95.      | kiesett  | kiesett  |
| John Pancott                                                                | Lólengés         | 16,40     | 99.       | kiesett  | kiesett  |
| John Pancott                                                                | Egyéni összetett |           |           | 101,15   | 102.     |
| Peter Starling                                                              | Talaj            | 7,95      | 129.      | kiesett  | kiesett  |
| Peter Starling                                                              | Ugrás            | 17,00     | 105.      | kiesett  | kiesett  |
| Peter Starling                                                              | Korlát           | 7,95      | 128.      | kiesett  | kiesett  |
| Peter Starling                                                              | Nyújtó           | 7,65      | 126.      | kiesett  | kiesett  |
| Peter Starling                                                              | Gyűrű            | 8,50      | 126.      | kiesett  | kiesett  |
| Peter Starling                                                              | Lólengés         | 8,65      | 126.      | kiesett  | kiesett  |
| Peter Starling                                                              | Egyéni összetett |           |           | 57,70    | 128.     |
| Nik Stuart                                                                  | Talaj            | 17,95     | =71.      | kiesett  | kiesett  |
| Nik Stuart                                                                  | Ugrás            | 17,70     | =73.      | kiesett  | kiesett  |
| Nik Stuart                                                                  | Korlát           | 18,00     | 69.       | kiesett  | kiesett  |
| Nik Stuart                                                                  | Nyújtó           | 18,25     | =56.      | kiesett  | kiesett  |
| Nik Stuart                                                                  | Gyűrű            | 18,75     | =25.      | kiesett  | kiesett  |
| Nik Stuart                                                                  | Lólengés         | 18,15     | =51.      | kiesett  | kiesett  |
| Nik Stuart                                                                  | Egyéni összetett |           |           | 108,80   | 55.      |
| Ken Buffin Dick Gradley John Mulhall John Pancott Peter Starling Nik Stuart | Csapat összetett |           |           | 510,80   | 19.      |

Női
| Versenyző | Versenyszám      | Selejtező | Selejtező | Döntő    | Döntő    |
| Versenyző | Versenyszám      | Pontszám  | Helyezés  | Pontszám | Helyezés |
| --- | ---------------- | --------- | --------- | -------- | -------- |
| Gwynedd Lewis-Lingard                                                                                        | Talaj            | 16,266    | 100.      | kiesett  | kiesett  |
| Gwynedd Lewis-Lingard                                                                                        | Ugrás            | 16,399    | 88.       | kiesett  | kiesett  |
| Gwynedd Lewis-Lingard                                                                                        | Felemás korlát   | 13,166    | 114.      | kiesett  | kiesett  |
| Gwynedd Lewis-Lingard                                                                                        | Gerenda          | 15,199    | 101.      | kiesett  | kiesett  |
| Gwynedd Lewis-Lingard                                                                                        | Egyéni összetett |           |           | 61,030   | 103.     |
| Pat Perks | Talaj            | 14,899    | 113.      | kiesett  | kiesett  |
| Pat Perks | Ugrás            | 15,833    | 103.      | kiesett  | kiesett  |
| Pat Perks | Felemás korlát   | 14,366    | =106.     | kiesett  | kiesett  |
| Pat Perks | Gerenda          | 14,833    | 106.      | kiesett  | kiesett  |
| Pat Perks | Egyéni összetett |           |           | 59,931   | 107.     |
| Jill Pollard                                                                                                 | Talaj            | 14,232    | 117.      | kiesett  | kiesett  |
| Jill Pollard                                                                                                 | Ugrás            | 14,500    | 115.      | kiesett  | kiesett  |
| Jill Pollard                                                                                                 | Felemás korlát   | 11,032    | 119.      | kiesett  | kiesett  |
| Jill Pollard                                                                                                 | Gerenda          | 14,866    | 105.      | kiesett  | kiesett  |
| Jill Pollard                                                                                                 | Egyéni összetett |           |           | 54,630   | 117.     |
| Marjorie Raistrick-Carter                                                                                    | Talaj            | 14,666    | 114.      | kiesett  | kiesett  |
| Marjorie Raistrick-Carter                                                                                    | Ugrás            | 15,866    | =101.     | kiesett  | kiesett  |
| Marjorie Raistrick-Carter                                                                                    | Felemás korlát   | 13,499    | 111.      | kiesett  | kiesett  |
| Marjorie Raistrick-Carter                                                                                    | Gerenda          | 14,432    | =113.     | kiesett  | kiesett  |
| Marjorie Raistrick-Carter                                                                                    | Egyéni összetett |           |           | 58,463   | 110.     |
| Dorothy Summers                                                                                              | Talaj            | 16,500    | 99.       | kiesett  | kiesett  |
| Dorothy Summers                                                                                              | Ugrás            | 14,632    | 113.      | kiesett  | kiesett  |
| Dorothy Summers                                                                                              | Felemás korlát   | 8,633     | 123.      | kiesett  | kiesett  |
| Dorothy Summers                                                                                              | Gerenda          | 14,600    | =108.     | kiesett  | kiesett  |
| Dorothy Summers                                                                                              | Egyéni összetett |           |           | 54,365   | 118.     |
| Margaret Thomas-Neale                                                                                        | Talaj            | 15,533    | =108.     | kiesett  | kiesett  |
| Margaret Thomas-Neale                                                                                        | Ugrás            | 14,499    | 116.      | kiesett  | kiesett  |
| Margaret Thomas-Neale                                                                                        | Felemás korlát   | 14,300    | 108.      | kiesett  | kiesett  |
| Margaret Thomas-Neale                                                                                        | Gerenda          | 15,066    | 104.      | kiesett  | kiesett  |
| Margaret Thomas-Neale                                                                                        | Egyéni összetett |           |           | 59,398   | 108.     |
| Gwynedd Lewis-Lingard Pat Perks Jill Pollard Marjorie Raistrick-Carter Dorothy Summers Margaret Thomas-Neale | Csapat összetett |           |           | 297,721  | 17.      |

## Úszás
Férfi
| Versenyző                                                 | Versenyszám            | Előfutam | Előfutam | Előfutam | Elődöntő | Elődöntő | Elődöntő | Döntő   | Döntő    |
| Versenyző                                                 | Versenyszám            | Idő      | Hely.    | Össz.    | Idő      | Hely.    | Össz.    | Idő     | Helyezés |
| --------------------------------------------------------- | ---------------------- | -------- | -------- | -------- | -------- | -------- | -------- | ------- | -------- |
| Stanley Clarke                                            | 100 m gyors            | 59,1     | 4.       | 31.*     | kiesett  | kiesett  | kiesett  | kiesett | kiesett  |
| William O'Donnell                                         | 100 m gyors            | 59,2     | 6.       | 33.      | kiesett  | kiesett  | kiesett  | kiesett | kiesett  |
| Ian Black                                                 | 400 m gyors            | 4:21,9   | 1.       | 3.       |          |          |          | 4:21,8  | 4.       |
| Richard Campion                                           | 400 m gyors            | 4:32,3   | 3.       | 12.      |          |          |          | kiesett | kiesett  |
| Richard Campion                                           | 1500 m gyors           | 17:54,8  | 3.       | 6.       |          |          |          | 18:22,7 | 8.       |
| Bob Sreenan                                               | 1500 m gyors           | 18:57,1  | 4.       | 19.      |          |          |          | kiesett | kiesett  |
| Haydn Rigby                                               | 100 m hát              | 1:06,2   | 4.       | 25.      | kiesett  | kiesett  | kiesett  | kiesett | kiesett  |
| Graham Sykes                                              | 100 m hát              | 1:04,8   | 2.       | 14.      | 1:04,7   | 5.       | 9.*      | kiesett | kiesett  |
| Gerard Rowlinson                                          | 200 m mell             | 2:45,0   | 3.       | 22.      | kiesett  | kiesett  | kiesett  | kiesett | kiesett  |
| Christopher Walkden                                       | 200 m mell             | 2:41,5   | 3.       | 11.      | 2:41,7   | 7.       | 12.      | kiesett | kiesett  |
| Ian Blyth                                                 | 200 m pillangó         | 2:24,9   | 5.       | 16.      | 2:26,8   | 8.       | 12.*     | kiesett | kiesett  |
| Hamilton Milton John Martin-Dye Richard Campion Ian Black | 4 × 200 m gyorsváltó   | 8:26,9   | 2.       | 4.       |          |          |          | 8:28,1  | 4.       |
| Graham Sykes Christopher Walkden Ian Black Stanley Clarke | 4 × 100 m vegyes váltó | 4:16,8   | 4.       | 8.       |          |          |          | 4:17,6  | 7.       |

Női
| Versenyző                                                              | Versenyszám            | Előfutam | Előfutam | Előfutam | Elődöntő | Elődöntő | Elődöntő | Döntő   | Döntő    |
| Versenyző                                                              | Versenyszám            | Idő      | Hely.    | Össz.    | Idő      | Hely.    | Össz.    | Idő     | Helyezés |
| ---------------------------------------------------------------------- | ---------------------- | -------- | -------- | -------- | -------- | -------- | -------- | ------- | -------- |
| Diana Wilkinson                                                        | 100 m gyors            | 1:07,5   | 3.       | 22.*     | kiesett  | kiesett  | kiesett  | kiesett | kiesett  |
| Natalie Steward                                                        | 100 m gyors            | 1:03,5   | 1.       | 3.       | 1:02,9   | 2.       | 3.       | 1:03,1  |          |
| Natalie Steward                                                        | 100 m hát              | 1:12,0   | 3.       | 4.*      |          |          |          | 1:10,8  |          |
| Sylvia Lewis                                                           | 100 m hát              | 1:12,2   | 1.       | 6.*      |          |          |          | 1:11,8  | 6.       |
| Nancy Rae                                                              | 400 m gyors            | 4:55,7   | 2.       | 3.       |          |          |          | 4:59,7  | 6.       |
| Judith Samuel                                                          | 400 m gyors            | 5:12,9   | 5.       | 13.      |          |          |          | kiesett | kiesett  |
| Christine Gosden                                                       | 200 m mell             | 2:56,9   | 5.       | 9.       |          |          |          | kiesett | kiesett  |
| Anita Lonsbrough                                                       | 200 m mell             | 2:53,3   | 1.       | 2.       |          |          |          | 2:49,5  |          |
| Jean Oldroyd                                                           | 100 m pillangó         | 1:14,2   | 4.       | 11.*     |          |          |          | kiesett | kiesett  |
| Sheila Watt                                                            | 100 m pillangó         | 1:12,3   | 1.       | 5.       |          |          |          | 1:13,3  | 4.       |
| Natalie Steward Beryl Noakes Judith Samuel Christine Harris            | 4 × 100 m gyorsváltó   | 4:24,4   | 2.       | 5.       |          |          |          | 4:24,6  | 5.       |
| Sylvia Lewis Anita Lonsbrough Sheila Watt Natalie Steward Jean Oldroyd | 4 × 100 m vegyes váltó | 4:49,0   | 1.       | 2.       |          |          |          | 4:47,6  | 5.       |

* - egy másik versenyzővel azonos időt ért el

## Vitorlázás
Nyílt
| Versenyző                                  | Versenyszám     | Futam | Futam | Futam | Futam | Futam | Futam | Futam | Pontszám | Helyezés |
| Versenyző                                  | Versenyszám     | 1     | 2     | 3     | 4     | 5     | 6     | 7     | Pontszám | Helyezés |
| ------------------------------------------ | --------------- | ----- | ----- | ----- | ----- | ----- | ----- | ----- | -------- | -------- |
| Vernon Stratton                            | Finn dingi      | 742   | 1043  | 469   | 441   | 531   | 645   | (283) | 3871     | 12.      |
| Jean Mitchell Roy Mitchell                 | Csillaghajó     | 312   | 261   | (101) | 237   | 118   | 237   | 118   | 1283     | 24.      |
| Slotty Dawes James Ramus                   | Repülő hollandi | (446) | 1592  | 747   | 747   | 592   | 638   | 638   | 4954     | 7.       |
| Robin Aisher George Nicholson John Ruggles | 5,5 méteres     | 380   | (0)   | 903   | 338   | 1079  | 681   | 426   | 3807     | 6.       |
| Ian Hannay Jonathan Janson Graham Mann     | Sárkányhajó     | 930   | 386   | (356) | 687   | 1532  | 578   | 491   | 4604     | 7.       |

## Vívás
Férfi
| Versenyző                                                                             | Versenyszám       | Csoportkör | Csoportkör      | Csoportkör | Csoportkör       | Csoportkör | Csoportkör       | Csoportkör | Csoportkör | Csoportkör | Csoportkör | Helyezés    |
| Versenyző                                                                             | Versenyszám       | 1. kör | 1. kör          | 2. kör | 2. kör           | Negyeddöntő | Negyeddöntő      | Elődöntő | Elődöntő   | Döntő | Döntő      | Helyezés    |
| Versenyző                                                                             | Versenyszám       | Ellenfél Eredmény | Hely.           | Ellenfél Eredmény | Hely.            | Ellenfél Eredmény | Hely.            | Ellenfél Eredmény | Hely.      | Ellenfél Eredmény | Hely.      | Helyezés    |
| ------------------------------------------------------------------------------------- | ----------------- | --- | --------------- | --- | ---------------- | --- | ---------------- | --- | ---------- | --- | ---------- | ----------- |
| Ralph Cooperman                                                                       | Tőr, egyéni       | 2. csoport · Freddy Quintero (VEN) · 5-4 · Moustafa Soheim (RAU) · 5-2 · Michael Sichel (AUS) · 5-0 · Pedro Marçal (POR) · 5-1 · Christian d’Oriola (FRA) · 1-5 · Tim Gerresheim (EUA) · 1-5                                                                | 3.              | 2. csoport · Ion Drîmbă (ROU) · 5-3 · Witold Woyda (POL) · 1-5 · Jürgen Brecht (EUA) · 2-5 · Jurij Sziszikin (URS) · 3-5 · Mario Curletto (ITA) · 1-5 | 5.               | kiesett | kiesett          | kiesett | kiesett    | kiesett | kiesett    | helyezetlen |
| Bill Hoskyns                                                                          | Tőr, egyéni       | 6. csoport · Fülöp Mihály (HUN) · 5-1 · Joaquín Moya (ESP) · 5-0 · Hans Lagerwall (SWE) · 5-1 · William Fajardo (MEX) · 5-3 · Henri Bini (MON) · 5-0 · Raoul Barouch (TUN) · 5-0                                                                            | 1.              | 1. csoport · Jesús Gruber (VEN) · 5-2 · Joaquín Moya (ESP) · 5-1 · Kamuti László (HUN) · 5-1 · Jean-Claude Magnan (FRA) · 1-5 · Albert Axelrod (USA) · nem vívtak                                                                                               | 2.               | 1. csoport · Jurij Sziszikin (URS) · 5-4 · Kamuti Jenő (HUN) · 5-4 · Mario Curletto (ITA) · 5-3 · André Verhalle (BEL) · 5-3 · Witold Woyda (POL) · 3-5                                                                                            | 1.               | 2. csoport · Janusz Różycki (POL) · 5-1 · Eberhard Mehl (EUA) · 5-4 · Mark Midler (URS) · 2-5 · Jurij Sziszikin (URS) · 3-5 · Roger Closset (FRA) · 1-5 · Rájátszás: · Janusz Różycki (POL) · 5-1 | 4.         | Döntő csoport · Albert Axelrod (USA) · 5-4 · Christian d’Oriola (FRA) · 5-4 · Viktor Zsdanovics (URS) · 3-5 · Jurij Sziszikin (URS) · 1-5 · Witold Woyda (POL) · 3-5 · Mark Midler (URS) · 1-5 · Roger Closset (FRA) · 3-5                                                                  | 7.         | 7.          |
| Allan Jay                                                                             | Tőr, egyéni       | 3. csoport · Jean Cerottini (SUI) · 5-4 · Tănase Mureșanu (ROU) · 5-2 · Franck Delhem (BEL) · 5-2 · Borisz Sztavrev (BUL) · 5-3 · Leif Klette (NOR) · 5-2                                                                                                   | 1.              | 6. csoport · Roger Closset (FRA) · 5-0 · Attila Csipler (ROU) · 5-4 · Kamuti Jenő (HUN) · 1-5 · Eugene Glazer (USA) · 4-5 · Funamizu Micujuki (JPN) · 4-5 · Rájátszás: · Attila Csipler (ROU) · 5-1 · Funamizu Micujuki (JPN) · 5-3 · Eugene Glazer (USA) · 2-5 | 3. Rájátszás: 1. | 4. csoport · Jean-Claude Magnan (FRA) · 5-3 · Albert Axelrod (USA) · 3-5 · Eberhard Mehl (EUA) · 0-5 · Fülöp Mihály (HUN) · 3-5 · Tănase Mureșanu (ROU) · 3-5                                                                                      | =5.              | kiesett | kiesett    | kiesett | kiesett    | helyezetlen |
| Allan Jay                                                                             | Párbajtőr, egyéni | 7. csoport · Dieter Fänger (EUA) · 5-1 · Berndt-Otto Rehbinder (SWE) · 6-5 · Abelardo Menéndez (CUB) · 5-2 · Gilbert Orengo (MON) · 5-1 · Jaime Duque (COL) · 5-1 · Ali Annabi (TUN) · 3-5                                                                  | 1.              | 1. csoport · José Ferreira (POR) · 5-1 · David Micahnik (USA) · 5-3 · Georg Neuber (EUA) · 1-5 · Jacques Guittet (FRA) · 3-5 · Giovanni Battista Breda (ITA) · 1-5                                                                                              | 4.               | 1. csoport · Giovanni Battista Breda (ITA) · 5-4 · Janusz Kurczab (POL) · 5-3 · Gábor Tamás (HUN) · 5-3 · Bruno Habārovs (URS) · 5-6 · Göran Abrahamsson (SWE) · 1-5 · Rájátszás: · Janusz Kurczab (POL) · 5-0 · Bruno Habārovs (URS) · nem vívtak | 3. Rájátszás: 1. | 1. csoport · Armand Mouyal (FRA) · 5-1 · Roger Achten (BEL) · 5-1 · Alberto Pellegrino (ITA) · 5-4 · Kausz István (HUN) · 5-1 · Bruno Habārovs (URS) · 3-5                                        | 1.         | Döntő csoport · Sákovics József (HUN) · 5-2 · Roger Achten (BEL) · 5-4 · Yves Dreyfus (FRA) · 5-2 · Armand Mouyal (FRA) · 5-2 · Giovanni Battista Breda (ITA) · 5-2 · Giuseppe Delfino (ITA) · 5-6 · Bruno Habārovs (URS) · 2-5 · Rájátszás: Az aranyéremért · Giuseppe Delfino (ITA) · 2-5 | 2.         |             |
| Bill Hoskyns                                                                          | Párbajtőr, egyéni | 11. csoport · Ibrahim Osman (LIB) · 5-3 · Roger Theisen (LUX) · 5-3 · Pedro Cabrera (ESP) · 5-2 · Yves Dreyfus (FRA) · 3-5 · Richard Stone (AUS) · 3-5 · Michel Steininger (SUI) · 2-5 · Rájátszás: · Roger Theisen (LUX) · 5-3 · Richard Stone (AUS) · 5-3 | 3. Rájátszás: 1 | 6. csoport · Adalbert Gurath Jr. (ROU) · 5-0 · Armand Mouyal (FRA) · 6-5 · Ibrahim Osman (LIB) · 5-3 · Janusz Kurczab (POL) · 0-5 · Jules Amez-Droz (SUI) · 4-5                                                                                                 | 3.               | 2. csoport · Alberto Pellegrino (ITA) · 3-5 · Yves Dreyfus (FRA) · 1-5 · Guram Kosztava (URS) · 4-5 · Bohdan Gonsior (POL) · 2-5 · Georg Neuber (EUA) · 3-5                                                                                        | 6.               | kiesett | kiesett    | kiesett | kiesett    | helyezetlen |
| John Pelling                                                                          | Párbajtőr, egyéni | 4. csoport · Giovanni Battista Breda (ITA) · 5-2 · Michel Saykali (LIB) · 5-2 · Benito Ramos (MEX) · 5-2 · Kausz István (HUN) · 3-5 · Manuel Martínez (ESP) · 2-5                                                                                           | 3.              | 5. csoport · Bruno Habārovs (URS) · 5-3 · Paul Gnaier (EUA) · 2-5 · Kausz István (HUN) · 1-5 · Bohdan Gonsior (POL) · 1-5 · Eddi Gutenkauf (LUX) · nem vívtak                                                                                                   | 5.               | kiesett | kiesett          | kiesett | kiesett    | kiesett | kiesett    | helyezetlen |
| Michael Amberg                                                                        | Kard, egyéni      | 11. csoport · Jushar Haschja (INA) · 5-1 · Wojciech Zabłocki (POL) · 3-5 · Juan Paladino (URU) · 4-5 · Pierluigi Chicca (ITA) · 3-5 · Brian Pickworth (NZL) · 4-5                                                                                           | 5.              | kiesett | kiesett          | kiesett | kiesett          | kiesett | kiesett    | kiesett | kiesett    | helyezetlen |
| Ralph Cooperman                                                                       | Kard, egyéni      | 8. csoport · Alfonso Morales (USA) · 5-4 · Raoul Barouch (TUN) · 5-4 · Emilio Echeverry (COL) · 5-1 · Roberto Ferrari (ITA) · 1-5 · Dumitru Mustață (ROU) · 3-5 · Rájátszás: · Alfonso Morales (USA) · 2-5                                                  | 4.              | kiesett | kiesett          | kiesett | kiesett          | kiesett | kiesett    | kiesett | kiesett    | helyezetlen |
| Alexander Leckie                                                                      | Kard, egyéni      | 5. csoport · Ladislau Rohony (ROU) · 5-4 · William Fajardo (MEX) · 5-2 · Jaime Duque (COL) · 5-2 · Jakov Rilszkij (URS) · 1-5 · Juan Larrea (ARG) · 2-5 | 3.              | 5. csoport · Wilfried Wöhler (EUA) · 5-1 · Kárpáti Rudolf (HUN) · 0-5 · Roberto Ferrari (ITA) · 4-5 · Teodoro Goliardi (URU) · 3-5 · Daniel Sande (ARG) · 3-5                                                                                                   | 6.               | kiesett | kiesett          | kiesett | kiesett    | kiesett | kiesett    | helyezetlen |
| Ralph Cooperman Bill Hoskyns Allan Jay Angus McKenzie René Paul                       | Tőr, csapat       | 5. csoport · Egyesült Német Csapat (EUA) · 5-9 · Venezuela (VEN) · 14-2 | 2.              | Belgium (BEL) · 9-2 |                  | Magyarország (HUN) · 7-9 |                  | kiesett |            | kiesett |            | =5.         |
| Michael Alexander Raymond Harrison Bill Hoskyns Michael Howard Allan Jay John Pelling | Párbajtőr, csapat | 5. csoport · Luxemburg (LUX) · 8-7 · Marokkó (MAR) · 15-1 | 1.              | Egyesült Államok (USA) · 9-5 |                  | Svájc (SUI) · 9-5 |                  | Magyarország (HUN) · 8-7 |            | Olaszország (ITA) · 5-9 |            |             |
| Michael Amberg Ralph Cooperman Alexander Leckie Michael Straus Donald Stringer        | Kard, csapat      | 5. csoport · Franciaország (FRA) · 0-9 · Spanyolország (ESP) · 9-7 | 2.              | Románia (ROU) · 6-9 |                  | kiesett |                  | kiesett |            | kiesett |            | =9.         |

Női
| Versenyző                                                       | Versenyszám | Csoportkör | Csoportkör       | Csoportkör | Csoportkör  | Csoportkör        | Csoportkör | Csoportkör        | Csoportkör | Helyezés    |
| Versenyző                                                       | Versenyszám | 1. kör | 1. kör           | Negyeddöntő | Negyeddöntő | Elődöntő          | Elődöntő   | Döntő             | Döntő      | Helyezés    |
| Versenyző                                                       | Versenyszám | Ellenfél Eredmény | Hely.            | Ellenfél Eredmény | Hely.       | Ellenfél Eredmény | Hely.      | Ellenfél Eredmény | Hely.      | Helyezés    |
| --------------------------------------------------------------- | ----------- | --- | ---------------- | --- | ----------- | ----------------- | ---------- | ----------------- | ---------- | ----------- |
| Mary Glen-Haig                                                  | Tőr, egyéni | 6. csoport · María Shaw (ESP) · 4-0 · Maria Vicol (ROU) · 2-4 · Nyári Magda (HUN) · 1-4 · Galina Gorohova (URS) · 0-4 · Barbara Helsingius (FIN) · 1-4                                                                                 | 5.               | kiesett | kiesett     | kiesett           | kiesett    | kiesett           | kiesett    | helyezetlen |
| Gillian Sheen                                                   | Tőr, egyéni | 8. csoport · Vera Jeftimijades (YUG) · 4-2 · Ginette Rossini (LUX) · 4-2 · Kate Baxter (AUS) · 4-1 · Elly Botbijl (NED) · 2-4 · Régine Veronnet (FRA) · 3-4 · Rájátszás: · Régine Veronnet (FRA) · 4-0 · Vera Jeftimijades (YUG) · 4-0 | 2. Rájátszás: 1. | 3. csoport · Dömölky Lídia (HUN) · 4-1 · Nina Kleijweg (NED) · 4-2 · Jacqueline Appart (BEL) · 4-2 · Catherine Delbarre (FRA) · 3-4 · Elżbieta Pawlas (POL) · 2-4 · Ecaterina Orb-Lazăr (ROU) · 2-4 | 4.          | kiesett           | kiesett    | kiesett           | kiesett    | helyezetlen |
| Margaret Stafford                                               | Tőr, egyéni | 4. csoport · Monique Leroux (FRA) · 4-1 · Ingrid Sander (VEN) · 4-2 · Elżbieta Pawlas (POL) · 2-4 · Irene Camber (ITA) · 3-4 · Helga Gnauer (AUT) · 2-4                                                                                | 4.               | kiesett | kiesett     | kiesett           | kiesett    | kiesett           | kiesett    | helyezetlen |
| Jeannette Bailey Mary Glen-Haig Shirley Netherway Gillian Sheen | Tőr, csapat | 2. csoport · Románia (ROU) · 4-12 · Magyarország (HUN) · 6-10 | 3.               | kiesett |             | kiesett           |            | kiesett           |            | =9.         |